# Lac du Chambon
Pour les articles homonymes, voir Chambon.
Ne doit pas être confondu avec le lac Chambon dans le Puy-de-Dôme ni le lac de Chambon dans l'Indre.
Le lac du Chambon est un lac de barrage derrière le barrage du Chambon, créé sur la Romanche, dans le département français de l'Isère, en région Auvergne-Rhône-Alpes. Il est situé le long de la route départementale 1091 (anciennement route nationale 91), entre Le Bourg-d'Oisans et le col du Lautaret, en amont de la commune du Freney-d'Oisans et en aval de la commune de La Grave.

## Histoire
Le lac de retenue du Chambon a été créé par la construction du barrage du Chambon. Auparavant, le site accueillait une plaine entre les montagnes, où étaient sis trois villages et que traversait la route de l'Oisans, joignant Grenoble en Isère à Briançon dans les Hautes-Alpes et desservant les communautés de l'Oisans. L'histoire de ce lac est donc liée à l'histoire du barrage.
Les travaux de construction du barrage par la société Campenon-Bernard débutent en 1929 et vont durer six ans. La mise en eau du barrage du Chambon commence le 24 avril 1935, engloutissant progressivement les anciens villages  du Chambon, du Dauphin et du Parizet. C'était à l'époque le plus haut barrage d'Europe. Une chapelle est édifiée à proximité de la retenue en mémoire de la trentaine d'ouvriers décédés lors de la construction. Il fut inauguré par le président de la République française Albert Lebrun.

### Glissement de terrain de 2015

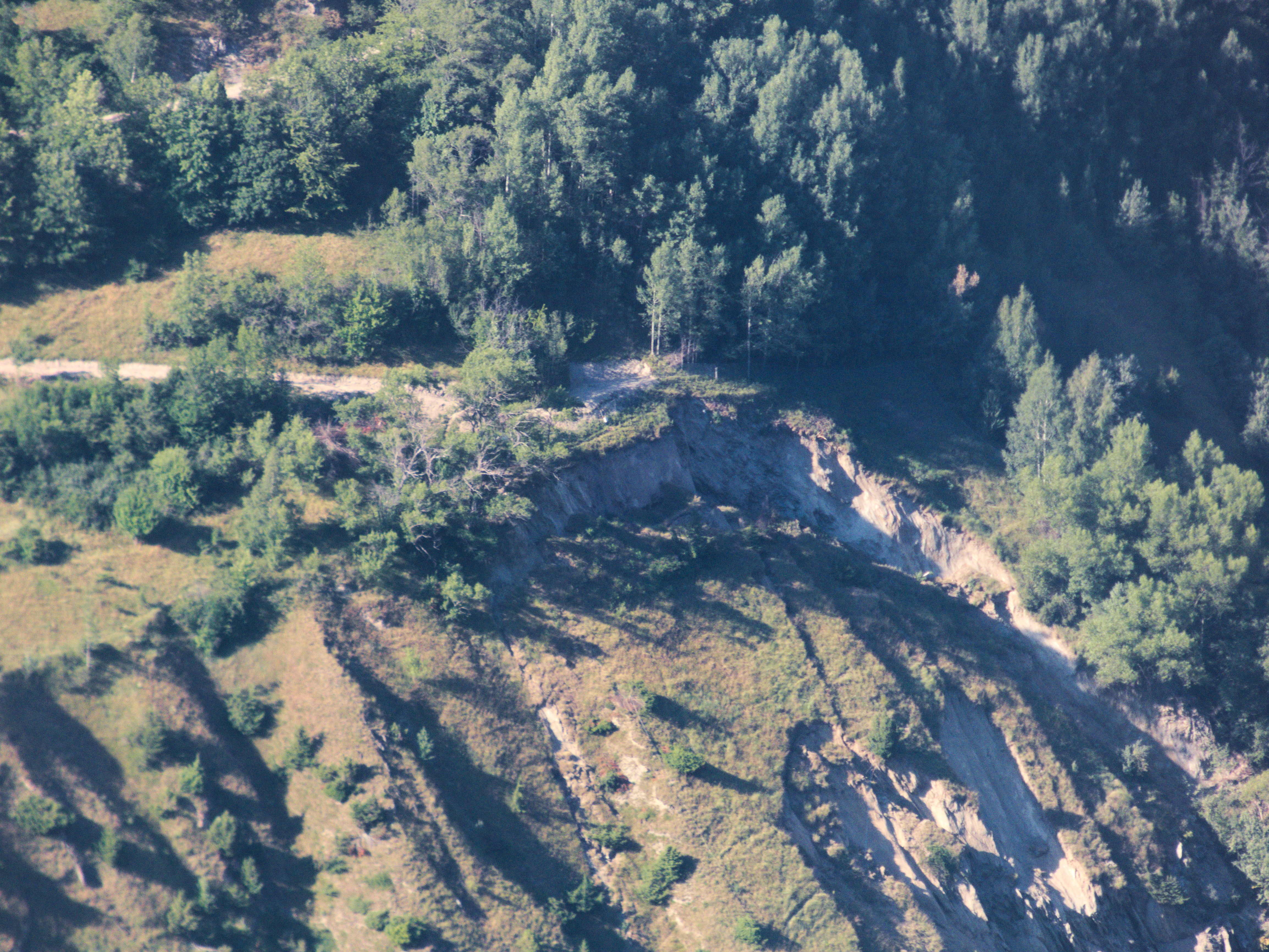
Fissure sommitale du glissement de terrain au 12 juillet 2015 (10 m de hauteur, 100 m de largeur environ).

Le 10 avril 2015, la route départementale 1091 qui longe le lac est fermée en raison d'un glissement de terrain qui provoque des éboulements dans le grand tunnel du Chambon. La circulation routière entre Grenoble et Briançon est donc coupée et des navettes par bateau sont mises en place pour la population locale pour franchir le lac. Le 19 juin, le préfet de l'Isère, Jean-Paul Bonnetain, annonce qu'un glissement – privilégié à un effondrement brutal – de 600 000 à 1 000 000 m3 de roches schisteuses, se déplaçant de 10 à 15 cm par jour au lieu-dit du hameau des Aymes, menace de tomber dans le lac, pouvant générer une vague potentielle de 1,5 à 4 m de haut. Le phénomène allant en s'amplifiant jusqu'au 5 juillet est considéré alors comme imminent. EDF annonce alors, par la voix du directeur du groupement d’exploitation hydraulique Écrins-Vercors, que le barrage supportera sans dommage une telle vague.
Cette menace géologique amène en revanche à suspendre toute navette sur le lac pour des raisons de sécurité. L'approvisionnement de La Grave se fait depuis Briançon par le col du Lautaret, et des navettes en hélicoptère permettent à ceux des résidents qui travaillent en aval du tunnel de rejoindre journellement leur lieu de travail.
Cet événement entraîne le changement de parcours de la 20e étape du Tour de France 2015 (Modane-L'Alpe d'Huez, prévue le 25 juillet), qui abandonne le passage du col du Galibier pour celui de la Croix-de-Fer,.

## Aménagements

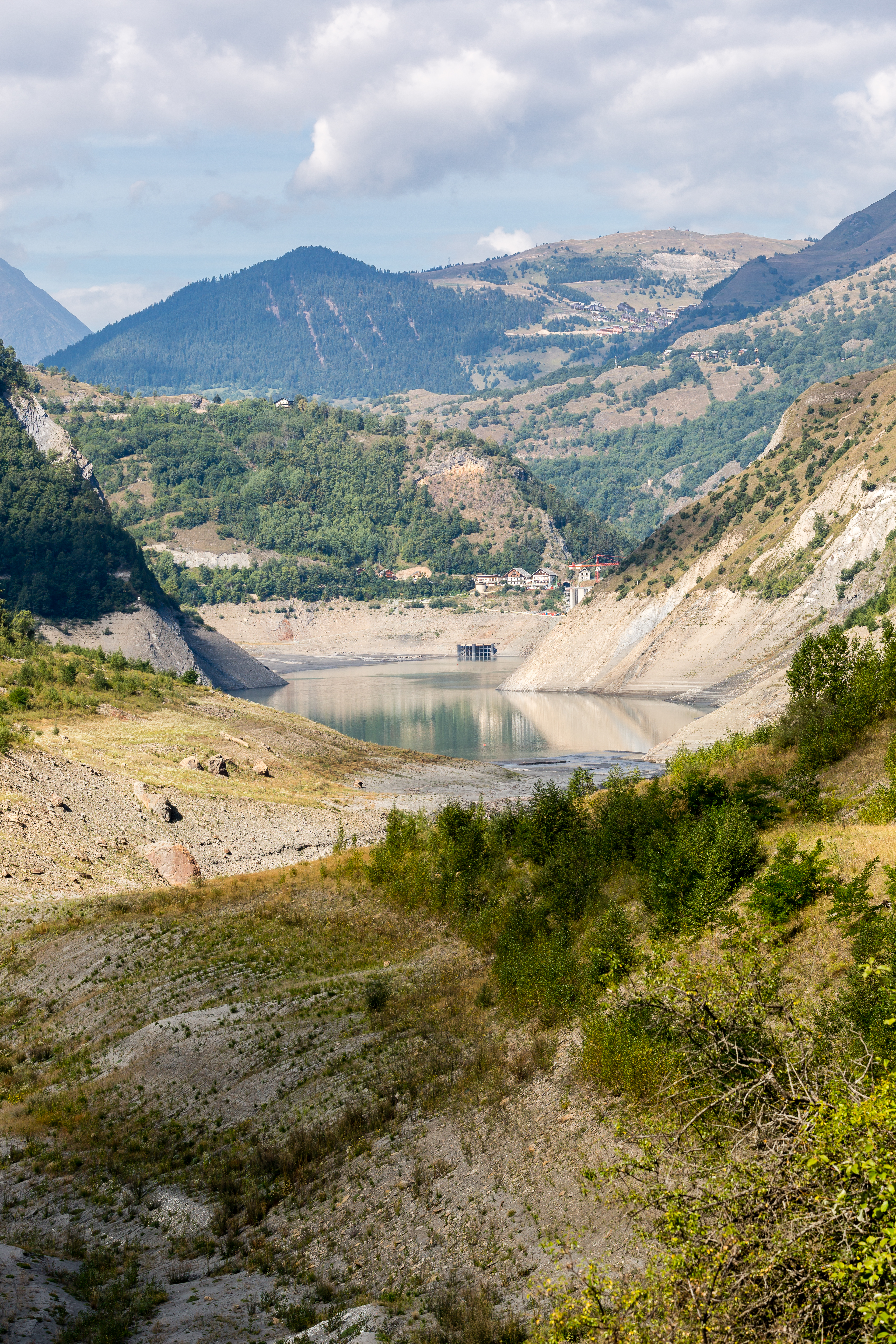
Vidange du lac à l’occasion de travaux de confortement du barrage en 2013.

### Vestiges des aménagements antérieurs au barrage dans le lac de retenue
Lorsque le lac est vidé pour des travaux de curage du barrage, on peut voir des vestiges de l'ancienne route qui passait en fond de vallée ainsi que les ruines des hameaux noyés.

### Activités nautiques
Des activités nautiques sont possibles sur le lac. 

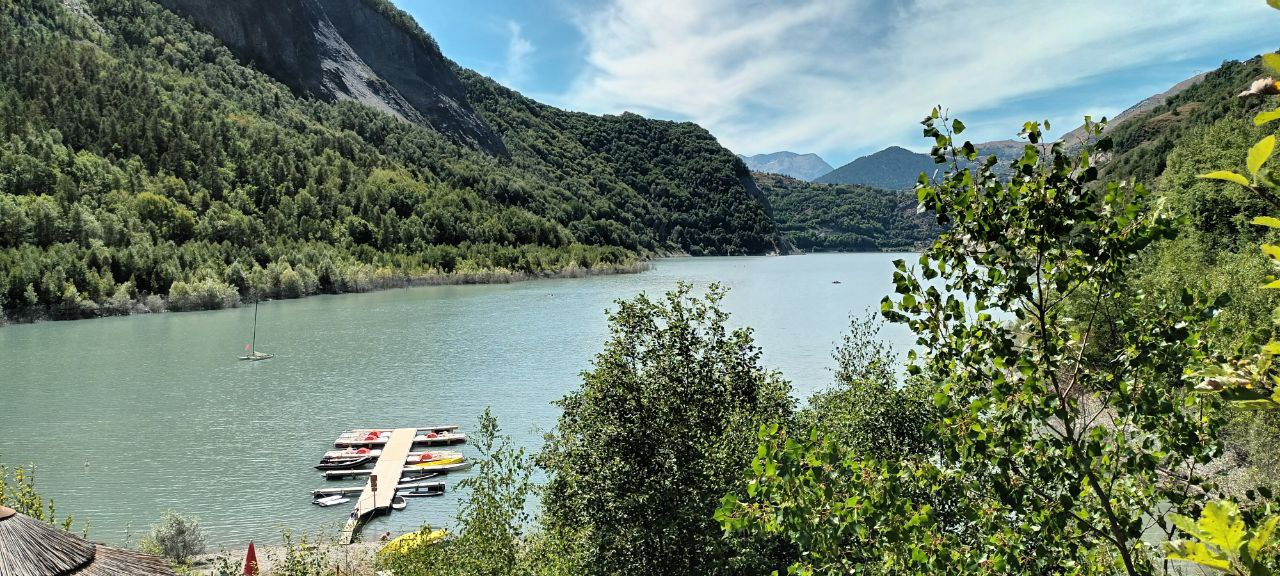
Lac du Chambon (depuis la Cabane au bord du lac)

### Conduite forcée du torrent du Ferrand
Le torrent du Ferrand, se jetant, normalement, en aval du barrage, a été canalisé. Une conduite forcée, partant d'une prise d'eau implantée sur une petite retenue, sur ce torrent, passe sous le village de Mizoën, et se termine sous la route du Lautaret (intersection avec celle montant à Mizoën). L'eau sortant de la conduite, tombe directement dans le lac. Lors de vidanges totales du barrage, cette canalisation est interrompue.

## Galerie

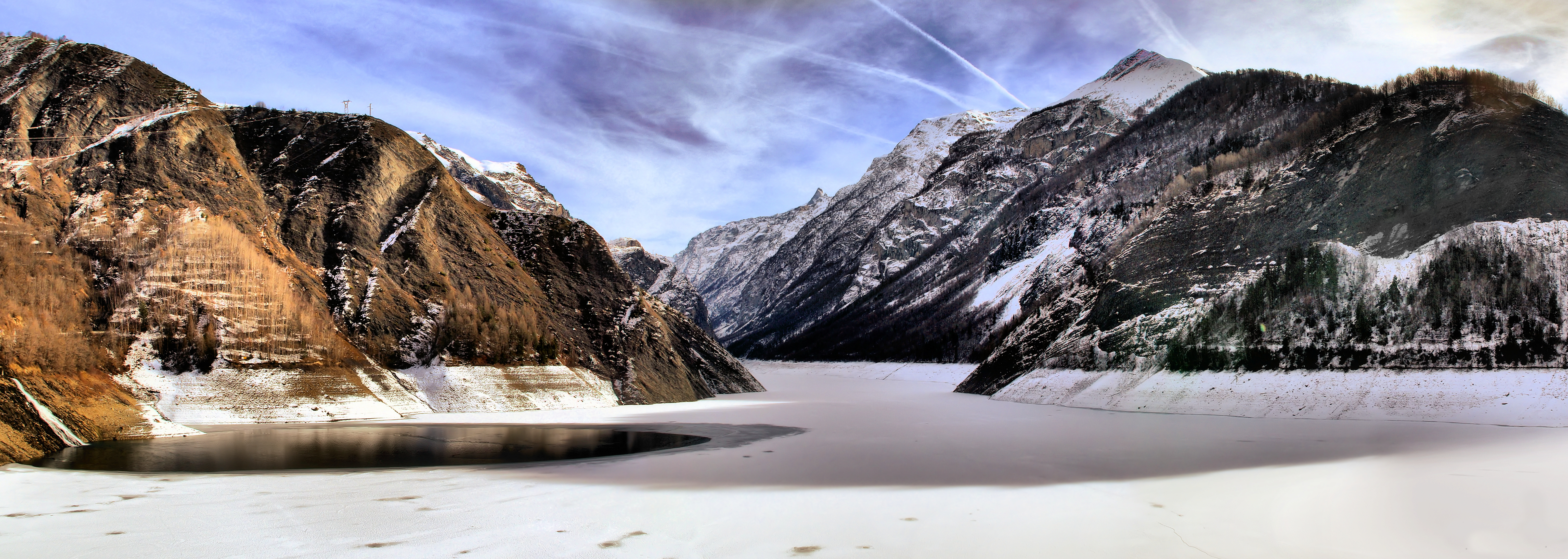
Panorama du lac du Chambon
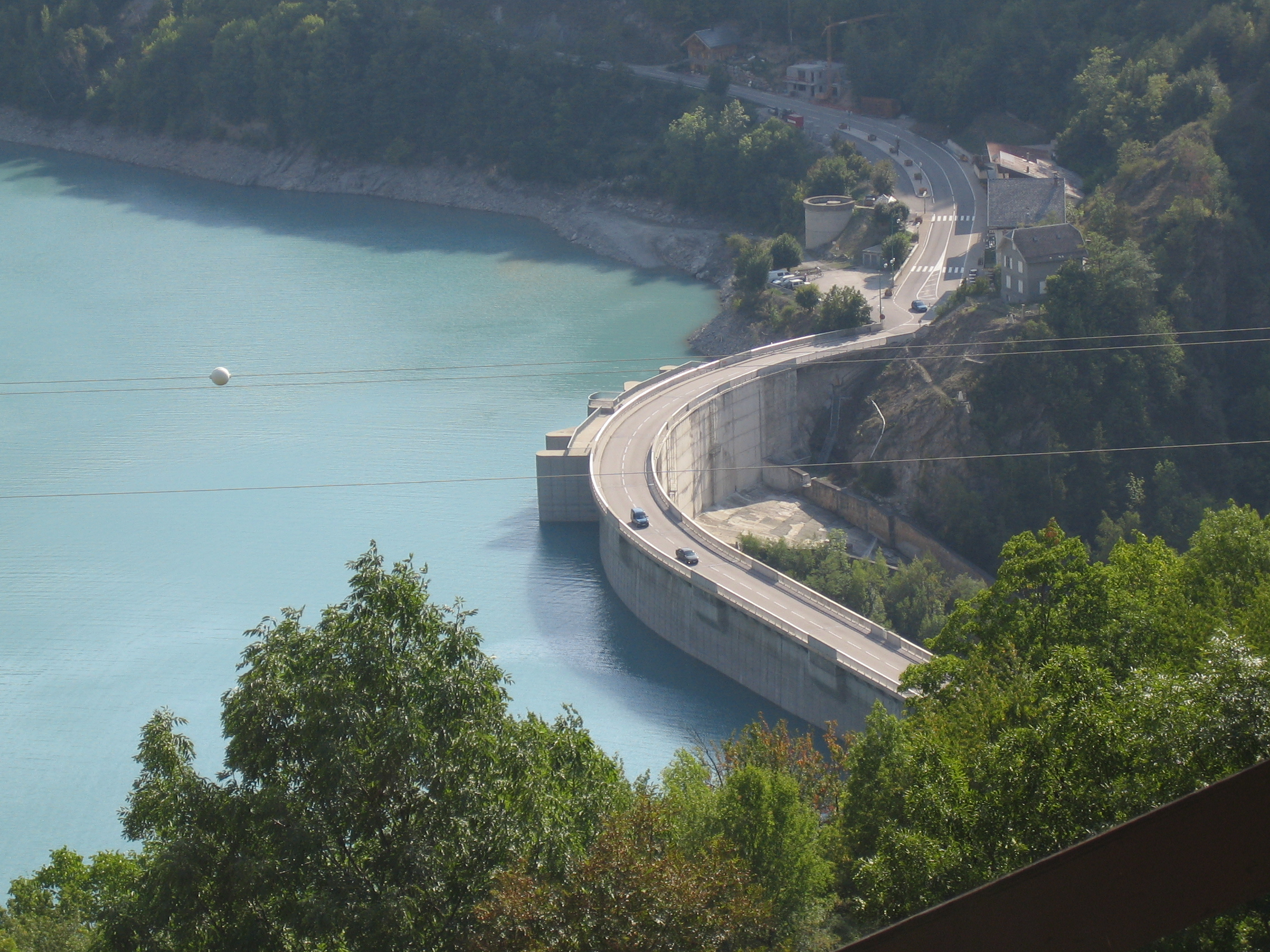
Barrage du Chambon